# Saturnin Arloing

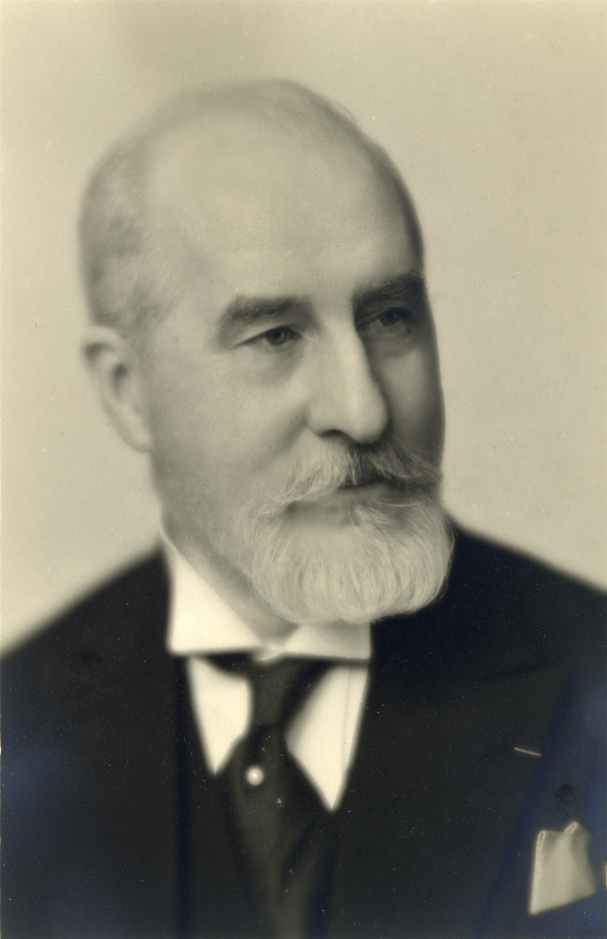
Saturnin Arloing

Saturnin Arloing (* 3. Januar 1846 in Cusset, Département Allier; † 21. März 1911 in Lyon) war ein französischer Tierarzt, Infektiologe und Professor für Anatomie und Physiologie. Er identifizierte unter anderem den Erreger des Rauschbrands (Clostridium chauvoei) und leistete Pionierarbeit bei der Prävention der Rindertuberkulose.

## Biographie
Arloing wurde am 3. Januar 1846 in Cusset in der Auvergne als Sohn eines Hufschmieds geboren, der dieses Gewerbe bereits in der dritten Generation ausübte. Sein Vater überzeugte den intelligenten Jungen, Tiermedizin zu studieren und sich danach als Tierarzt in Cusset niederzulassen.
Mit elf Jahren trat Arloing ins Collège von Cusset ein, wo er sich als sehr guter Schüler erwies. Bereits mit 16 Jahren bestand er das Eintrittsexamen für die Studienzulassung und studierte von 1862 bis 1866 an der Ecole nationale vétérinaire in Lyon (ENVL) Tiermedizin. Da aber sein Vater inzwischen verstorben war und die Familie die Schmiede verkauft hatte, kehrte er nicht nach Cusset zurück, sondern nahm unter Auguste Chauveau eine Stelle als chef de service der Anatomie und Physiologie in Lyon an. Dort arbeitete er unter anderem über die Anatomie des Nervus laryngeus recurrens, des Beckens und des Hufes der Pferde sowie über die Geschlechtsorgane der Hasenartigen.
1869 erhielt Arloing einen Ruf als Professor für Anatomie und Physiologie an der Universität Toulouse. Dort promovierte er neben seiner Forschungsarbeit an der medizinischen Fakultät zum Doktor der Medizin und erhielt das Lizenziat der Naturwissenschaften. Während des Deutsch-Französischen Kriegs war er in der Bretagne stationiert und untersuchte dort einen Ausbruch der Rinderpest.
1876 kehrte Arloing als Professor für Anatomie nach Lyon zurück, wo er eng mit seinem ehemaligen Lehrer Chauveau zusammenarbeitete, zum Chef der experimentellen Medizin der Universität Lyon aufstieg und vom Institut de France ausgezeichnet wurde. Hier promovierte er 1879 mit zwei Arbeiten zum Doktor der Naturwissenschaften: je eine über den Schluckakt bei Säugetieren und Vögeln und eine über die Vermehrung der Kakteen durch Stecklinge. Zusätzlich erhielt er einen weiteren Doktor der Medizin für seine Untersuchungen zur anästhetischen Wirkung von Chloral, Chloroform und Äther. 1880 habilitierte er sich mit einer Arbeit über die Bildung von Haaren und Nägeln.

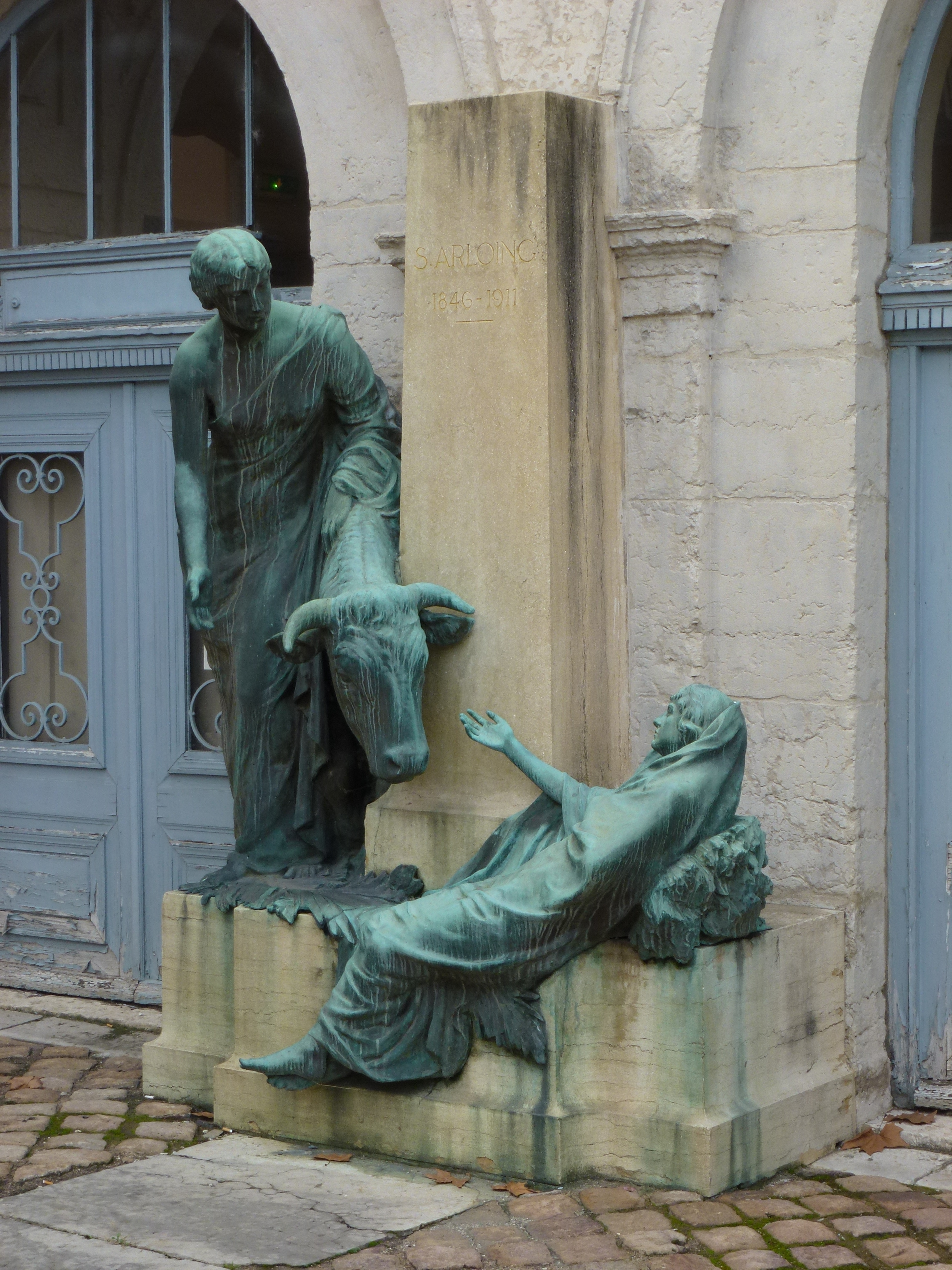
Statue zu Ehren Arloings in Lyon

Zusätzlich zu seiner Professur für Anatomie wurde Arloing 1884 Professor für allgemeine Physiologie an der naturwissenschaftlichen Fakultät. Er behielt diesen Posten aber nur zwei Jahre: Nachdem Chauveau 1886 als Generalinspekteur der Tierarzneischulen nach Paris berufen worden war, wurde Arloing zum Rektor der Ecole nationale vétérinaire in Lyon und übernahm auch Chauveaus dortige Professur für Physiologie. 1887 übernahm er auch Chauveaus Professur für experimentelle Medizin an der medizinischen Fakultät.
1898 gründete Arloing zusammen mit Cadeac und Mathis die veterinärmedizinische Gesellschaft von Lyon. 1900 begründete er das Institut für Bakteriologie in Lyon, dessen erster Direktor er wurde. Zusätzlich war er Vorsitzender des Alumni-Vereins der ENVL, Mitglied des Conseil départemental d'hygiène des Département Rhône und diverser anderer beruflicher Zusammenschlüsse im Bereich Medizin und Agrarwissenschaften.
Während seiner Karriere war Arloing Gastdozent in Lille (1872), Nantes (1875), Basel (1889), Berlin (1890, 1902 und 1907), Washington, D.C., Philadelphia (1908) und Stockholm (1909). 1889 wurde er korrespondierendes Mitglied der Académie des sciences.
Am 21. März 1911 verstarb Arloing in Lyon an einem Herzinfarkt, vermutlich als Komplikation einer Grippeinfektion. Ihm zu Ehren ist eine Straße in Lyon benannt. Im Ehrenhof der tiermedizinischen Fakultät in Lyon steht seit 1923 ein Denkmal für ihn. In seiner Heimatstadt Cusset wurde ihm ebenfalls ein Denkmal gesetzt und eine Straße nach ihm benannt.
Arloing war seit 1873 mit Mlle Roux verheiratet, die er vier Jahre zuvor in Lyon kennengelernt hatte. Ihr gemeinsamer Sohn Fernand Arloing (1876–1944) wurde ebenfalls Bakteriologe und Professor für Medizin.

## Forschung

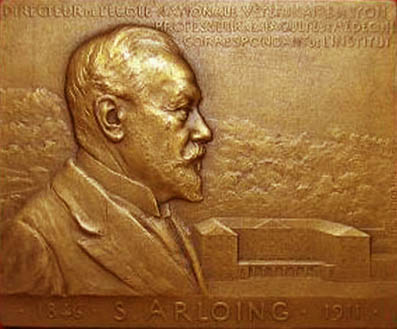
Erinnerungsmedaille an Arloing (Vorderseite)

Arloings Forschungsinteressen lagen vor allem in der Anatomie, Physiologie und Infektiologie.

### Anatomie
In der Anatomie interessierte er sich für die Anatomie der Einhufer, die Geschlechtsorgane der Hasenartigen sowie für die Anatomie des Schädels der Hunde. Er gab die 2.–4. Auflage von Chauveaus Traité d'anatomie des animaux domestiques heraus, eines Lehrbuchs der Tieranatomie.

### Physiologie
In der Physiologie erforschte Arloing die sensible Funktion des Nervus laryngeus recurrens beim Pferd, die Auswirkungen des Sympathikus im Halsbereich auf die Tränen- und Schweißbildung und die Funktion des Nervus vagus bei der Innervation von Magen und Herz. Außerdem wies er in verschiedenen Tierarten die Existenz von zwei verschiedenen Typen von Muskelfasern nach, nämlich der schnell kontrahierenden weißen und der langsam kontrahierenden roten Fasern.
In der Anästhesiologie beschrieb Arloing die Auswirkungen verschiedener Anästhetika auf die Körpertemperatur, die Atmung und den Blutkreislauf unter besonderer Berücksichtigung der Blutversorgung des Gehirns.

### Infektiologie
In der Infektiologie galt Arloings hauptsächliches Interesse vier Krankheiten, nämlich dem Rauschbrand, dem Gasbrand, dem Puerperalfieber und der Tuberkulose. Daneben untersuchte er auch die Möglichkeit der Gewinnung von Diphtherie-Antitoxin aus Pferden, das Wachstum von Bakterien auf verschiedenen Nährböden und den Einfluss des Lichts auf die Virulenz von Bacillus anthracis, den Erreger des Milzbrands.
Zusammen mit Thomas und Cornevin isolierte er den Erreger des Rauschbrands, einer Krankheit, die damals oft mit dem Milzbrand verwechselt wurde, und belegte so die unterschiedliche Ursache der beiden Krankheiten. Zu Ehren seines Lehrers benannte er den Erreger als Bacterium chauvoei. Später wurde dieser aus taxonomischen Gründen zu Clostridium chauvoei umbenannt. Gemeinsam mit Thomas und Cornevin entwickelte Arloing sodann eine Impfung sowie ein Serum zur passiven Immunisierung gegen Rauschbrand.
Für den Gasbrand hatte bereits Louis Pasteur eine bakterielle Ursache beschrieben. Chauveau und Arloing bestätigten dessen Rolle bei der Entstehung der Krankheit und entwickelten vorbeugende und therapeutische Maßnahmen zur Anwendung in Krankenhäusern.
Das Puerperalfieber war in den Geburtsabteilungen der Lyoner Krankenhäuser zu Arloings Zeit weit verbreitet. Chauveau und Arloing beschrieben Streptokokken als hauptsächliche Ursache und entwickelten auch hier prophylaktische und therapeutische Maßnahmen.

#### Tuberkulose

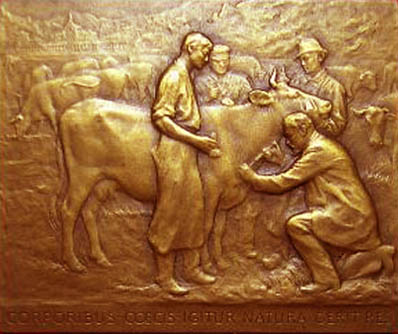
Erinnerungsmedaille an Arloing (Rückseite)

Die Tuberkulose war ab 1868 eines der hauptsächlichen Interessengebiete Arloings. Ab 1868 erforschte er auf der Basis der Arbeiten von Jean-Antoine Villemin die Übertragung der Krankheit sowie in Zusammenarbeit mit Chauveau auch deren verschiedene Verlaufsformen. Arloing und Chauveau bewiesen dabei, dass eine Infektion über den Magen-Darm-Trakt möglich ist und beschrieben die verschiedenen Erreger der menschlichen sowie der Rinder- und Vogeltuberkulose.
Als Folge dieser Forschungen wurden in Frankreich ab 1872 neue Methoden der Vorbeugung gegen die Rindertuberkulose eingeführt, auch wenn die Debatte über die verantwortlichen Erreger noch weiter ging: So vertrat beispielsweise Robert Koch  die Ansicht, dass eine Ansteckung des Menschen mit Rindertuberkulose nicht möglich sei, da es sich beim Erreger um ein anderes Bakterium handle. Ihre Ansicht war dabei wohl auch von Interessen der deutschen Rinderzüchter beeinflusst, die gegen die Importverbote tuberkulöser Rinder nach Frankreich opponierten. Unterstützung erhielt Arloing beispielsweise durch Edmond Nocard, der 1895 in Les tuberculoses animales weitere Belege für Arloings Sicht publizierte. Auch Emil von Behring, mit dem er in brieflichem und persönlichen Austausch stand, unterstützte seine Rindertuberkuloseforschung. Arloing debattierte das Thema an mehreren Kongressen mit Koch, den er 1908 schließlich durch seine Experimente vom zoonotischen Charakter der Rindertuberkulose überzeugen konnte.
Arloing erforschte auch die Möglichkeit, die verschiedenen Tuberkuloseerreger durch aus erkrankten Menschen und Tieren gewonnenes Immunserum zu agglutinieren. Im Rahmen seiner Forschungen untersuchte er auch das von Robert Koch entdeckte Tuberkulin und versuchte auf der Basis dieser Substanz eine Schutzimpfung gegen Rindertuberkulose zu entwickeln. 1911 verfügte er über einen Impfstoff, der drei Viertel der geimpften Rinder vor der Ansteckung schützen konnte, während sämtliche Tiere in der Kontrollgruppe erkrankten. Durch seinen Tod später im selben Jahr konnte er das Projekt nicht mehr abschließen.

## Werke (Auswahl)
- Le berceau de l’enseignement vétérinaire – Création et évolution de l’enseignement vétérinaire. Imprimerie Pitrat aîné, Lyon 1889.
- Als Herausgeber von Chauveaus Traité d’anatomie comparée des animaux domestiques. 2. bis 5. Auflage.
- Caractères ostéologiques différentiels de l’âne, du cheval et de leurs hybrides. 1882.
- Cours élémentaires d'anatomie générale et notions de technique histologique, Paris 1890.
- Les virus. Félix Alcan, Paris 1891.
- Leçons sur la tuberculose et certaines septicémies, Paris 1892.
- Sur l'obtention de cultures et d'émulsions homogènes du bacille de la tuberculose humaine en milieu liquide et sur une variété mobile de ce bacille. In: Comptes rendus de l’Académie des sciences. Paris 1898, 126, S. 1319–1321.

- Ein vollständiges Verzeichnis der Publikationen Arloings findet sich in Archives internationales de pharmacodynamie et de thérapie. 1911, 22, S. 3–25.